# Euphorbia braunsii
Euphorbia braunsii es una especie fanerógama perteneciente a la familia de las euforbiáceas. Es endémica de Sudáfrica.

## Descripción
Es una planta perenne suculenta en forma de arbusto enano que alcanza un tamaño  0.1 - 0.15 m de altura a   una altitud de 700 - 1400 metros. 

## Taxonomía
Euphorbia braunsii fue descrita por Nicholas Edward Brown y publicado en Flora Capensis 5(2): 326. 1915.
Etimología
Euphorbia: nombre genérico que deriva del médico griego del rey Juba II de Mauritania (52 a 50 a. C. - 23), Euphorbus, en su honor – o en alusión a su gran vientre –  ya que usaba médicamente Euphorbia resinifera. En 1753 Carlos Linneo asignó el nombre a todo el género.
braunsii: epíteto otorgado en honor del Dr. R. Brauns que descubrió la especie en 1911.